# 小生駅
小生駅（こもえき）は、三重県四日市市小生町にあった、近畿日本鉄道（近鉄）湯の山線の鉄道駅（廃駅）である。

## 歴史
- 1930年（昭和5年）5月25日：開業[1]
- 1931年（昭和6年）3月1日：会社合併により三重鉄道の駅となる。
- 1944年（昭和19年）2月11日：会社合併により三重交通の駅となる。
- 1952年（昭和27年）以前：休止。
- 1964年（昭和39年）2月1日：三重交通が鉄道事業を三重電気鉄道に分離譲渡、三重電気鉄道の駅となる。
- 1965年（昭和40年）4月1日：会社合併により近畿日本鉄道の駅となる。
- 1969年（昭和44年）5月15日：休止中の堀木駅、製絨所前駅、神森駅、宿野駅と共に廃止。

## 利用状況
主として通学・通勤用に利用された。

## 隣の駅
近畿日本鉄道
■湯の山線
伊勢松本駅 - 小生駅 - 伊勢川島駅